# Дајен Бејкер
Дајен Керол Бејкер (енгл. Diane Carol Baker; Лос Анђелес, Калифорнија, рођена 25. фебруара 1938), негде и као Дајан(а) Бејкер, америчка је позоришна, филмска и ТВ глумица и продуценткиња.
На филму је дебитовала у Дневнику Ане Франк (1959). Њени други запажени филмови су Награда (1963), Марни Алфреда Хичкока (1964) и Кад јагањци утихну (1991).